# Miss Thailanda
Miss Thailanda este concurs de frumusețe la nivel național organizat aproape anual, la care pot partcipa femei necăsătorite. Primul concurs a avut loc la data de 10 decembrie 1934 în provincia Phra Nakorn, sub numele de "Miss Siam".
Câștigătoarele titlului de Miss Thailanda pot reprezenta țara la concursurile Miss Univers și Miss Asia Pacific International. Din anul 2000 pot candida pentru titlul de Miss Univers numai cele care au câștigat "Miss Univers Thailanda".

## Câștigătoarele titlului
| Anul       | Miss Thailand | Din provincia | Competiția internațională | Note |
| ---------- | --- | --- | --- | --- |
| 2010       | Kritchaporn Homboonyasak | Chiang Mai | | |
| 2009       | Ornwipa Kanoknateesawat | Bangkok | | |
| 2008       | Panprapa Yongtrakul | Bangkok | | |
| 2007       | Angkana Trirattanathip | Bangkok | | |
| 2006       | Lalana Kongtoranin | Bangkok | | |
| 2005       | N-are loc competiția | | | |
| 2004       | Sirinya Sattayasai | Bangkok | | |
| 2003       | Chalisa Boonkrongsap | Bangkok | | |
| 2002       | Patiporn Sittipong | Chiang Mai | | |
| 2001       | Sujira Arunpipat | Bangkok | | |
| 2000       | Panadda Aleasăgpuudee | Chon Buri | | |
| 1999       | Apisamai Srirangsan | Nakorn Pathom | Miss Universe 1999 | a fost ultima Miss Thailanda care a reprezintat țara ei la Miss Universe. |
| 1998       | Chalida Taochalee | Bangkok | Miss Universe 1998 | |
| 1997       | Suangsuda Lawanprasert | Nakhon Nayok | Miss Universe 1997 | Clasată pe locul 23 în preliminarele a competiției. |
| 1996       | N-are loc nici o competiție Niratchla Khamya a fost selectat să reprezinte Thailanda la Miss Universe 1996 Clasată pe locul 44 în preliminarele a competiției.                                   | N-are loc nici o competiție Niratchla Khamya a fost selectat să reprezinte Thailanda la Miss Universe 1996 Clasată pe locul 44 în preliminarele a competiției.                                   | N-are loc nici o competiție Niratchla Khamya a fost selectat să reprezinte Thailanda la Miss Universe 1996 Clasată pe locul 44 în preliminarele a competiției.                                   | N-are loc nici o competiție Niratchla Khamya a fost selectat să reprezinte Thailanda la Miss Universe 1996 Clasată pe locul 44 în preliminarele a competiției.                                   |
| 1995       | Pavadee Wicheintrat | Bangkok | Miss Universe 1995 Mrs. World 2003 | Clasată pe locul 14 în preliminarele a competiției. Aleasă Mrs. World 2003. |
| 1994       | Areeya Chumsai | Ayutthaya | Miss Universe 1994 | Clasată pe locul 13 în preliminarele a competiției. Aleasă Miss Kodak Smile. |
| 1993       | Chattarika Ubonsiri | Bangkok | Miss Universe 1993 | Clasată pe locul 55 în preliminarele a competiției. |
| 1992       | Orn-anong PanyaAleasăg | Chinag Mai | Miss Universe 1992 | Clasată pe locul 15 în preliminarele a competiției. Bangkok, Thailand a găzduit Miss Universe pentru prima oară.                                                                                 |
| 1991       | Jiraprapa Savetanand | Bangkok | Miss Universe 1991 | Clasată pe locul 56 în preliminarele a competiției. |
| 1990       | Passaraporn Chaimongkol | Songkhla | Miss Universe 1990 | Clasată pe locul 24 în preliminarele a competiției. Aleasă Miss Photogenic. |
| 1989       | Yonlada Ronghanam | Bangkok | Miss Universe 1989 | |
| 1988       | Porntip Nakhirunkanok | Chachoengsao | Miss Universe 1988 | Was crowned Miss Universe 1988; Aleasă Best National Costume. |
| 1987       | Chutima Naiyana | Chonburi | Miss Universe 1987 | |
| 1986       | Taweeporn Klungploy | Nakhon Sawan | Miss Universe 1986 | |
| 1985       | Tarntip Pongsuk | Nan | Miss Universe 1985 | |
| 1984       | Savinee Pakaranang | Samut Prakan | Miss Universe 1984 Mrs. World 1989 | Top 10 semifinalist at Miss Universe 1984. 1st runner-up to Mrs. World 1989. |
| 1983       | N-are loc nici o competiție Jinda Nernkrang a fost selectat să reprezinte Thailanda la Miss Universe 1983                                                                                        | N-are loc nici o competiție Jinda Nernkrang a fost selectat să reprezinte Thailanda la Miss Universe 1983                                                                                        | N-are loc nici o competiție Jinda Nernkrang a fost selectat să reprezinte Thailanda la Miss Universe 1983                                                                                        | N-are loc nici o competiție Jinda Nernkrang a fost selectat să reprezinte Thailanda la Miss Universe 1983                                                                                        |
| 1982       | N-are loc nici o competiție Nipaporn Tarapanich a fost selectat să reprezinte Thailanda la Miss Universe 1982                                                                                    | N-are loc nici o competiție Nipaporn Tarapanich a fost selectat să reprezinte Thailanda la Miss Universe 1982                                                                                    | N-are loc nici o competiție Nipaporn Tarapanich a fost selectat să reprezinte Thailanda la Miss Universe 1982                                                                                    | N-are loc nici o competiție Nipaporn Tarapanich a fost selectat să reprezinte Thailanda la Miss Universe 1982                                                                                    |
| 1981       | N-are loc nici o competiție Massupha Karbprapunn a fost selectat să reprezinte Thailanda la Miss Universe 1981                                                                                   | N-are loc nici o competiție Massupha Karbprapunn a fost selectat să reprezinte Thailanda la Miss Universe 1981                                                                                   | N-are loc nici o competiție Massupha Karbprapunn a fost selectat să reprezinte Thailanda la Miss Universe 1981                                                                                   | N-are loc nici o competiție Massupha Karbprapunn a fost selectat să reprezinte Thailanda la Miss Universe 1981                                                                                   |
| 1980       | N-are loc nici o competiție Artitaya Promkul a fost selectat să reprezinte Thailanda la Miss Universe 1980                                                                                       | N-are loc nici o competiție Artitaya Promkul a fost selectat să reprezinte Thailanda la Miss Universe 1980                                                                                       | N-are loc nici o competiție Artitaya Promkul a fost selectat să reprezinte Thailanda la Miss Universe 1980                                                                                       | N-are loc nici o competiție Artitaya Promkul a fost selectat să reprezinte Thailanda la Miss Universe 1980                                                                                       |
| 1979       | N-are loc nici o competiție Aleasăgduan Kerdpoom a fost selectat să reprezinte Thailanda la Miss Universe 1979                                                                                   | N-are loc nici o competiție Aleasăgduan Kerdpoom a fost selectat să reprezinte Thailanda la Miss Universe 1979                                                                                   | N-are loc nici o competiție Aleasăgduan Kerdpoom a fost selectat să reprezinte Thailanda la Miss Universe 1979                                                                                   | N-are loc nici o competiție Aleasăgduan Kerdpoom a fost selectat să reprezinte Thailanda la Miss Universe 1979                                                                                   |
| 1978       | N-are loc nici o competiție Pornpit Sakornujit a fost selectat să reprezinte Thailanda la Miss Universe 1978                                                                                     | N-are loc nici o competiție Pornpit Sakornujit a fost selectat să reprezinte Thailanda la Miss Universe 1978                                                                                     | N-are loc nici o competiție Pornpit Sakornujit a fost selectat să reprezinte Thailanda la Miss Universe 1978                                                                                     | N-are loc nici o competiție Pornpit Sakornujit a fost selectat să reprezinte Thailanda la Miss Universe 1978                                                                                     |
| 1977       | N-are loc nici o competiție Laddawan In-Yah a fost selectat să reprezinte Thailanda la Miss Universe 1977                                                                                        | N-are loc nici o competiție Laddawan In-Yah a fost selectat să reprezinte Thailanda la Miss Universe 1977                                                                                        | N-are loc nici o competiție Laddawan In-Yah a fost selectat să reprezinte Thailanda la Miss Universe 1977                                                                                        | N-are loc nici o competiție Laddawan In-Yah a fost selectat să reprezinte Thailanda la Miss Universe 1977                                                                                        |
| 1976       | N-are loc nici o competiție Katareeya Areekul a fost selectat să reprezinte Thailanda la Miss Universe 1976                                                                                      | N-are loc nici o competiție Katareeya Areekul a fost selectat să reprezinte Thailanda la Miss Universe 1976                                                                                      | N-are loc nici o competiție Katareeya Areekul a fost selectat să reprezinte Thailanda la Miss Universe 1976                                                                                      | N-are loc nici o competiție Katareeya Areekul a fost selectat să reprezinte Thailanda la Miss Universe 1976                                                                                      |
| 1975       | N-are loc nici o competiție Wanlaya Thonawanik a fost selectat să reprezinte Thailanda la Miss Universe 1975                                                                                     | N-are loc nici o competiție Wanlaya Thonawanik a fost selectat să reprezinte Thailanda la Miss Universe 1975                                                                                     | N-are loc nici o competiție Wanlaya Thonawanik a fost selectat să reprezinte Thailanda la Miss Universe 1975                                                                                     | N-are loc nici o competiție Wanlaya Thonawanik a fost selectat să reprezinte Thailanda la Miss Universe 1975                                                                                     |
| 1974       | N-are loc nici o competiție Benjamas Ponpasvijan a fost selectat să reprezinte Thailanda la Miss Universe 1974                                                                                   | N-are loc nici o competiție Benjamas Ponpasvijan a fost selectat să reprezinte Thailanda la Miss Universe 1974                                                                                   | N-are loc nici o competiție Benjamas Ponpasvijan a fost selectat să reprezinte Thailanda la Miss Universe 1974                                                                                   | N-are loc nici o competiție Benjamas Ponpasvijan a fost selectat să reprezinte Thailanda la Miss Universe 1974                                                                                   |
| 1973       | N-are loc nici o competiție | N-are loc nici o competiție | N-are loc nici o competiție | N-are loc nici o competiție |
| 1972       | Kanok-orn Bunma | Chachoengsao | Miss Universe 1973 | |
| 1971       | Nipapat Sudsiri | Bangkok | Miss Universe 1972 | |
| 1970       | N-are loc nici o competiție | N-are loc nici o competiție | N-are loc nici o competiție | N-are loc nici o competiție |
| 1969       | Warunee Sangsirinavin | Bangkok | Miss Universe 1971 | |
| 1968       | Sangduen ManAleasăg | Bangkok | Miss Universe 1969 | Aleasă Best National Costume. |
| 1967       | Apantree Prayuttasenee | Chiang Mai | Miss Universe 1968 | Top 15 semifinalist at Miss Universe 1968. |
| 1966       | Prapussorn Panichkul | Lopburi | — | |
| 1965       | Cheranand Savetanand | Bangkok | Miss Universe 1966 | 2nd runner-up to Miss Universe 1966. |
| 1964       | Apasra Hongsakula | Bangkok | Miss Universe 1965 | Was crowned became Miss Universe 1965; first official Miss Thailand to compete in the international event; third woman to represent Thailand at Miss Universe.                                   |
| 1963- 1955 | N-are loc nici o competiție Sodsri Sodsai Venijvadhava a fost selectată pentru a deveni a doua reprezentă pentru Thailanda Miss Universe Aleasă Miss Friendship de atribuire Miss Universe 1959. | N-are loc nici o competiție Sodsri Sodsai Venijvadhava a fost selectată pentru a deveni a doua reprezentă pentru Thailanda Miss Universe Aleasă Miss Friendship de atribuire Miss Universe 1959. | N-are loc nici o competiție Sodsri Sodsai Venijvadhava a fost selectată pentru a deveni a doua reprezentă pentru Thailanda Miss Universe Aleasă Miss Friendship de atribuire Miss Universe 1959. | N-are loc nici o competiție Sodsri Sodsai Venijvadhava a fost selectată pentru a deveni a doua reprezentă pentru Thailanda Miss Universe Aleasă Miss Friendship de atribuire Miss Universe 1959. |
| 1954       | Sucheela Srisomboon | Kamphaeng Phet | | |
| 1953       | Anong Atchawattana | Bangkok | | 2nd runner-up to Miss Thailand 1953, Amara At-Savanon, was selected to compete in Miss Universe 1954, becoming her country's first representative at the Miss Universe pageant.                  |
| 1952       | Prachit Thong-urai | Bangkok | | |
| 1951       | Usanee Thongnurdee | Samut Songkhram | | |
| 1950       | Amporn Burarak | Chiang Mai | | |
| 1949       | N-are loc nici o competiție | N-are loc nici o competiție | N-are loc nici o competiție | N-are loc nici o competiție |
| 1948       | Ladda Suwansupa | Pattani | | |
| 1947- 1941 | N-are loc nici o competiție | N-are loc nici o competiție | N-are loc nici o competiție | N-are loc nici o competiție |
| 1940       | Sawangjit Karuharnon | Phra Nakhon | | |
| 1939       | Riam Pessayanavin | Phra Nakhon | | |
| 1938       | Pissamai Chotiwut | Phra Nakhon | | |
| 1937       | Mayuree Wichaiwattana | Ayutthaya | | |
| 1936       | Aleasăgdern Bhumirat | Phra Nakhon | | |
| 1935       | Wanee Laohakeit | Phra Nakhon | | |
| 1934       | Kanya Teinsawang | Phra Nakhon | | |